# وزارت کشاورزی، جنگل‌داری و شیلات (ژاپن)
وزارت کشاورزی، جنگل‌داری و شیلات (به انگلیسی: The Ministry of Agriculture, Forestry and Fisheries) (به ژاپنی: 農林水産省) یک وزارتخانه در سطح کابینه در دولت ژاپن است که مسئولیت نظارت بر صنایع کشاورزی، جنگل‌داری و ماهیگیری را برعهده دارد. مخفف وزارت MAFF است.
وظیفه اصلی این وزارتخانه تعیین استانداردهای کیفیت محصولات غذایی، نظارت بر بازار کالا و فروش مواد غذایی و انجام پروژه‌های احیای زمین و بهسازی زمین است.